# Municipio de Whiteville (condado de Baxter)
El municipio de Whiteville (en inglés: Whiteville Township) es un municipio ubicado en el condado de Baxter en el estado estadounidense de Arkansas. En el año 2010 tenía una población de 4693 habitantes y una densidad poblacional de 62,22 personas por km².

## Geografía
El municipio de Whiteville se encuentra ubicado en las coordenadas 36°17′47″N 92°29′32″O / 36.29639, -92.49222. Según la Oficina del Censo de los Estados Unidos, el municipio tiene una superficie total de 75.43 km², de la cual 73.9 km² corresponden a tierra firme y (2.03%) 1.53 km² es agua.

## Demografía
Según el censo de 2010, había 4693 personas residiendo en el municipio de Whiteville. La densidad de población era de 62,22 hab./km². De los 4693 habitantes, el municipio de Whiteville estaba compuesto por el 96.02% blancos, el 0.11% eran afroamericanos, el 0.58% eran amerindios, el 0.34% eran asiáticos, el 0.02% eran isleños del Pacífico, el 1.13% eran de otras razas y el 1.81% pertenecían a dos o más razas. Del total de la población el 2.24% eran hispanos o latinos de cualquier raza.